# Misericordia et misera
Misericordia et misera (česky Milosrdenství a bída) je první apoštolský list papeže Františka, pojmenovaný podle svého incipitu, z 20. listopadu 2016 v Římě, ve čtvrtém roce jeho pontifikátu, u příležitosti na závěr mimořádného Jubilea (Svatého roku) milosrdenství. Dopis ve formě exhortace se skládá z dvaadvaceti krátkých kapitol. Název dokumentu je převzat z věty, kterou použil svatý Augustin ve svém komentáři k úryvku z evangelia, v němž se vypráví o setkání Ježíše s cizoložnicí. Svatý Augustin k tomuto setkání poznamenává: „Zůstali dva, milosrdný a milosrdná.“

## Obsah
Dopis začíná větou, kterou použil svatý Augustin ve svém komentáři k úryvku z evangelia vyprávějícím o setkání Ježíše s cizoložnicí. Papež dává najevo své přání, aby Jubileum milosrdenství „nemohlo být závorkou v životě církve, ale tvořilo její samotnou existenci, která zjevuje a činí hmatatelnou hlubokou pravdu evangelia. Vše se zjevuje v milosrdenství, vše se řeší v milosrdné lásce Otce“. Tento úryvek evangelia to dobře ukazuje, neboť „v centru není zákon a právní spravedlnost, ale láska Boha, který umí číst v srdci každého člověka, chápe jeho nejniternější touhy a který musí mít nade vším prvenství“. Tváří v tvář hříchu, jak ukázal Ježíš hříšníkovi, není místo pro abstraktní soud, s člověkem je třeba jednat milosrdně.

## Pastorační a kanonické novinky
Apoštolský list přináší novinky, které mění některé oblasti kanonického práva, liturgického kalendáře, evangelizace a svátostné služby:
- pokračuje slavení nové evangelizační iniciativy 24 hodin pro Pána;
- Misionáři milosrdenství pokračují ve své službě s pravomocemi vyhrazenými Apoštolskému stolci a předanými papežem některým kněžím ve světě, kteří budou řízeni Papežskou radou pro evangelizaci;
- všichni kněží budou moci rozhřešit hřích potratu, který byl dosud vyhrazen biskupům, kanovníkům a těm, kteří byli delegováni svým ordinářem;
- možnost, aby věřící, kteří navštěvují kostely sloužené kněžími Kněžského bratrstva svatého Pia X., mohli platně a zákonně přijmout svátostné rozhřešení svých hříchů;
- zavádí pro celou církev Světový den chudých, který připadá na XXXIII. neděli mezidobí.